# Björktorp och Sanda
Björktorp och Sanda – miejscowość (tätort) w Szwecji, w regionie administracyjnym (län) Södermanland, w gminie Strängnäs.
Według danych Szwedzkiego Urzędu Statystycznego liczba ludności wyniosła: 433 (31 grudnia 2015), 460 (31 grudnia 2018) i 460 (31 grudnia 2019).